# Perdita janzeni
Perdita janzeni är en biart som beskrevs av Timberlake 1980. Perdita janzeni ingår i släktet Perdita och familjen grävbin. Inga underarter finns listade i Catalogue of Life.